# Ludwig Fischer
Ludwig Fischer né le 16 avril 1905 à Kaiserslautern, mort le 8 mars 1947 est un membre du Parti nazi et un officier supérieur SA-Gruppenführer. De 1939 à 1945 il a exercé la fonction de Gouverneur du district de Varsovie dans le Gouvernement Général.

## Biographie
Ludwig Fischer est né en 1905.

### Membre du NSDAP
Diplômé en droit, il s'inscrit en 1926 au parti nazi, entre dans la SA en 1929. En 1937 il devient député au Reichstag. 

### Gouverneur du district de Varsovie
En septembre 1939, après l'invasion de la Pologne, il est nommé gouverneur (Hauptamsleiter) du district de Varsovie avec le grade de SA-Brigadeführer. Chef de l'administration civile du district, il dispose en réalité de peu de pouvoirs face à la hiérarchie de la SS.
Membre de la SA, il est hostile à Himmler, à ses représentants en Pologne et à leur politique de colonisation forcée : dans le cadre des rivalités qui déchirent le pouvoir nazi en Pologne, c'est donc naturellement qu'il se place du côté de Hans Frank, le gouverneur général, dans la querelle qui oppose ce dernier à Himmler, comme l'atteste l'emploi de la mention péjorative en vigueur dans l'administration de Frank pour désigner les établissements SS autour de Zamość.
Début novembre 1939, l'armée allemande institue dans la vieille ville une zone de quarantaine (Seuchensperrgebiet)  interdite aux troupes allemandes. Le 7 novembre, Fischer propose d'enfermer dans un ghetto la population juive estimée à 300 000 personnes et le Gouverneur général Hans Frank donne son accord. Dans ce but[Lequel ?] Fischer crée en janvier 1940 un nouveau service de réinstallation. 
Le 3 avril 1941, au cours d'une réunion il déclare que « la faim et la misère entraîneront la disparition des Juifs, et de la question juive il ne restera qu'un cimetière ».
Au mois d'avril 1943, à la suite de la démission (à la demande de Hans Frank) du gouverneur du district de Lublin, Ernst Zörner, il assume l'intérim à ce poste, jusqu'à la nomination de Richard Wendler, un SS proche de Himmler, qui n'intervient que le 26 mai. Cet intérim aura contribué à rétablir pour un temps limité la situation de Hans Frank dans les cercles dirigeants du Troisième Reich : la nomination de Himmler au poste de Ministre de l'Intérieur du Reich, en aout 1943 remet en cause ce rétablissement passager : à partir de ce moment, Ludwig Fischer se voit dépossédé, comme le gouverneur général de l'ensemble de ses prérogatives.
Au mois de mai 1943, gouverneur du district de Lublin par intérim, il inspecte, dans le district voisin du sien, celui de Lublin, les premières réalisations coloniales dans le gouvernement général. L'emploi du temps de cette visite est connu, notamment par son journal de service :  arrivé à Lublin le 9 mai, il atteint le district de Zamość le 10 mai, visite la ville puis se fait présenter des colons du village de Zawada. Comme responsable civil du district de Varsovie, il copréside ensuite, avec Odilo Globocnik, à la cérémonie d'investiture des prévôts de villages de Volksdeutsche.
Après l'échec de l'insurrection de Varsovie en août et septembre 1944, Fischer est l'un des principaux artisans du plan de destruction de la ville.

### Capture et mort

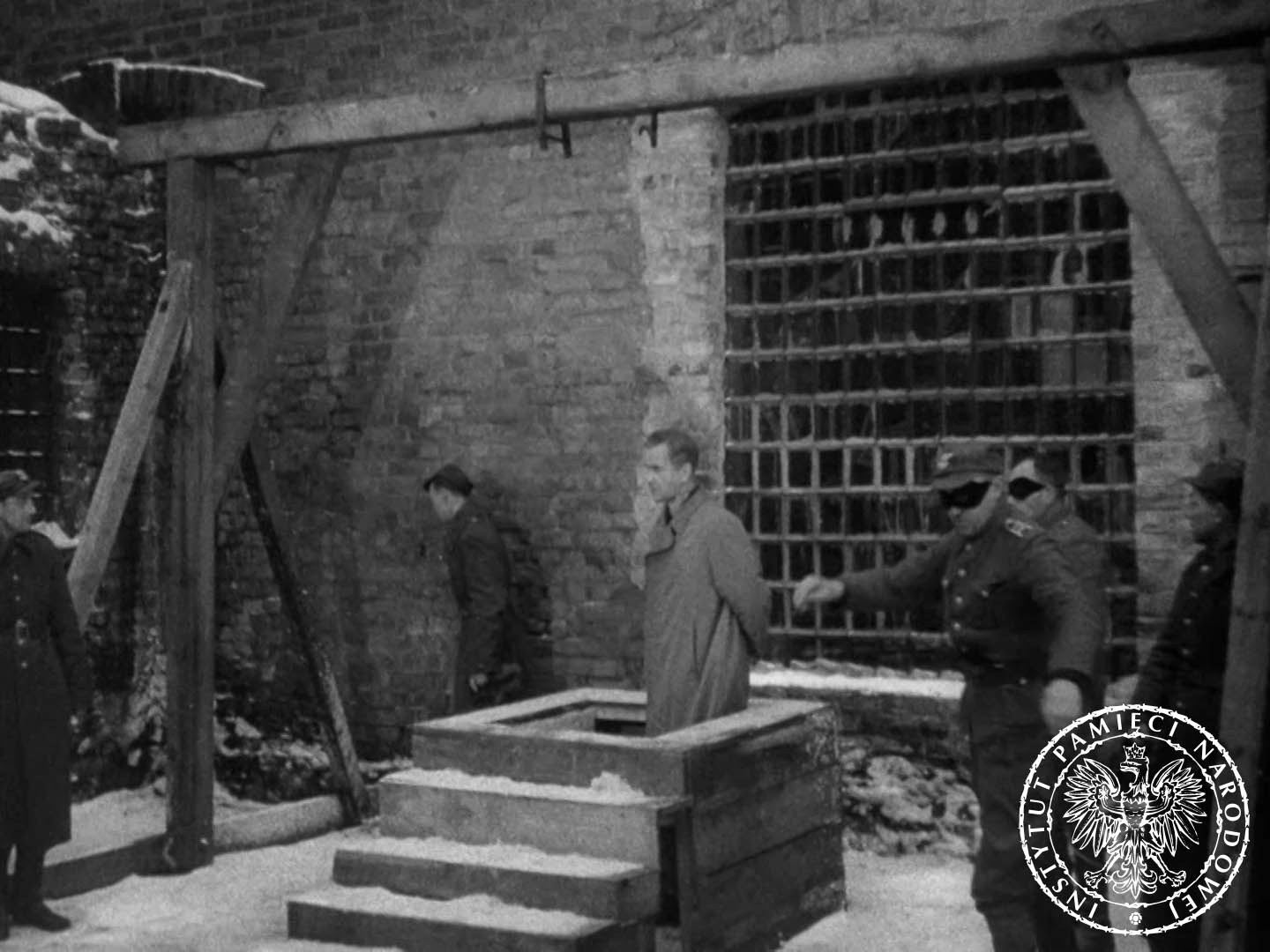
Exécution de Ludwig Fischer

Capturé par les alliés après guerre, il est livré aux autorités polonaises qui le jugent au Tribunal national suprême pour crimes de guerre et le condamnent à mort. Ludwig Fischer est pendu le 8 mars 1947 et le bourreau doit s'y reprendre à trois fois.